# Coppa Warren
La coppa Warren o calice Warren è una coppa d'argento di età romana, unica nel suo genere, raffigurante due scene omoerotiche. Custodita al British Museum di Londra, è universalmente nota come un capolavoro artistico per la sua impressionante qualità. Deve il nome al suo moderno possessore, Edward Perry Warren. La datazione ufficiale colloca la Warren Cup durante la Dinastia giulio-claudia (I secolo d.C.)

## Descrizione

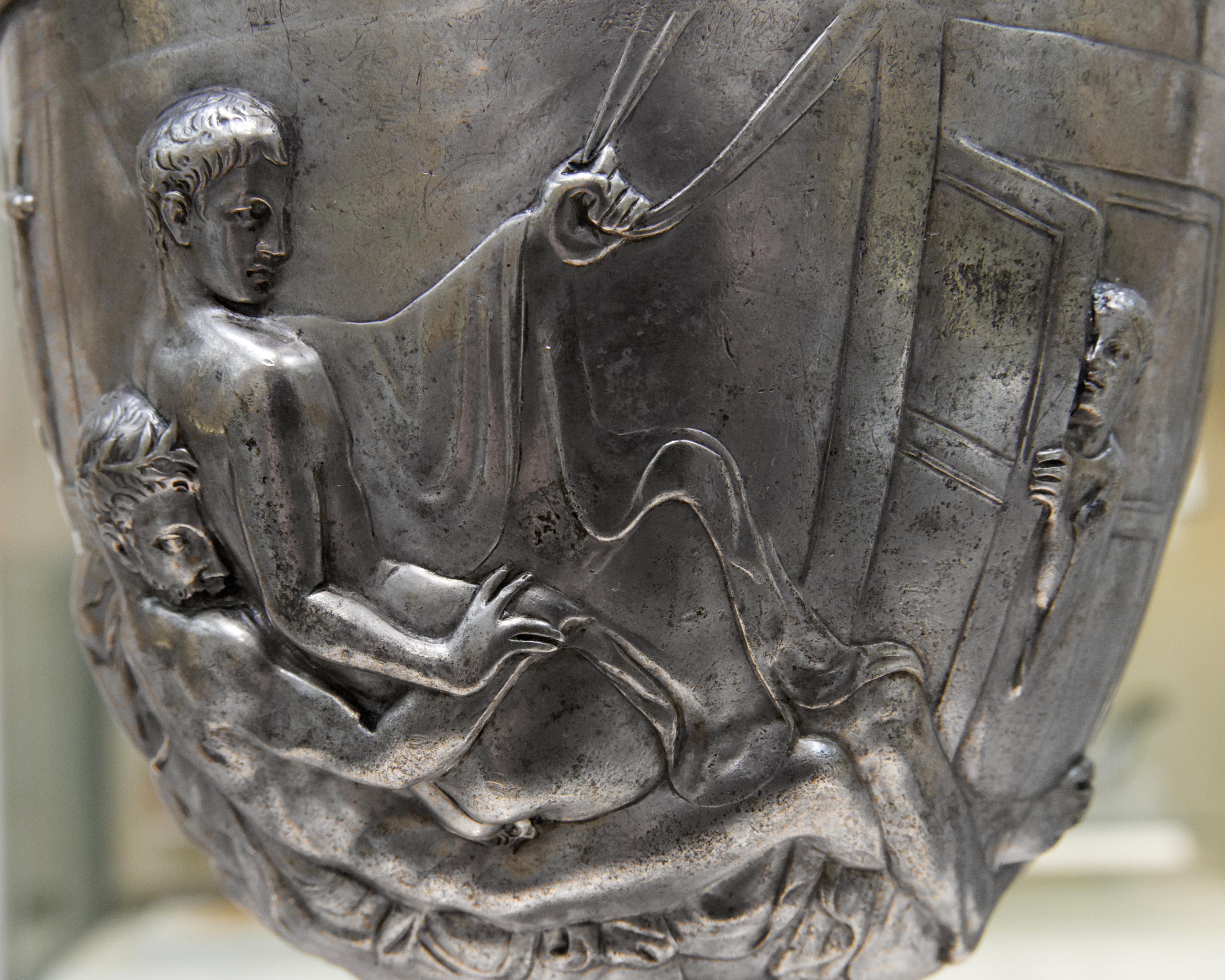
Un uomo barbuto pratica sesso anale con un giovane imberbe, particolare dalla Coppa Warren, I secolo d.C.

Il primo lato rappresenta un uomo (ovvero l'erastès, cioè l'attivo) che pratica sesso anale con un giovinetto (l'eromenos, ossia il passivo), il quale, nel rapporto, si sostiene ad una corda del soffitto. L'altro lato raffigura un giovane imberbe che copula tra le gambe di un ragazzino, a gambe divaricate sopra di lui.
Entrambe le scene presentano un drappeggio tessile come sfondo, insieme a strumenti musicali (una lira e un aulos).

## Provenienza
Warren acquistò la coppa a Roma nel 1911 da un antiquario per 2.000 sterline. Essa era stata a sua volta acquistata a Gerusalemme e si diceva fosse stata rinvenuta nei pressi della città di Battir (l'antica Bethther), insieme a delle monete con l'effigie dell'Imperatore Claudio, presumibilmente sotterrate durante la rivolta degli Zeloti.
(Neil MacGregor, Direttore del British Museum)

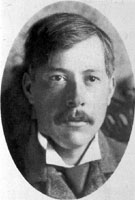
Edward Perry Warren

La coppa divenne subito un pezzo pregiato nella vasta collezione di Warren, che si riferiva scherzosamente ad essa con gli amici definendola il "Santo Graal". La prima esposizione in pubblico della coppa avvenne nel 1921, quando Gaston Vorberg pubblicò un volume dedicato all'erotismo nell'arte antica. Le fotografie dell'epoca mostrano la coppa in cattivo stato di conservazione, con spessi strati di sporcizia. La coppa venne inclusa nel libro di Warren A defence of Uranian Love, pubblicato una prima volta nel 1928 con lo pseudonimo "Arthur Lyon Raile". In seguito, Warren diede la coppa per l'esposizione al Martin von Wagner Museum di Würzburg.

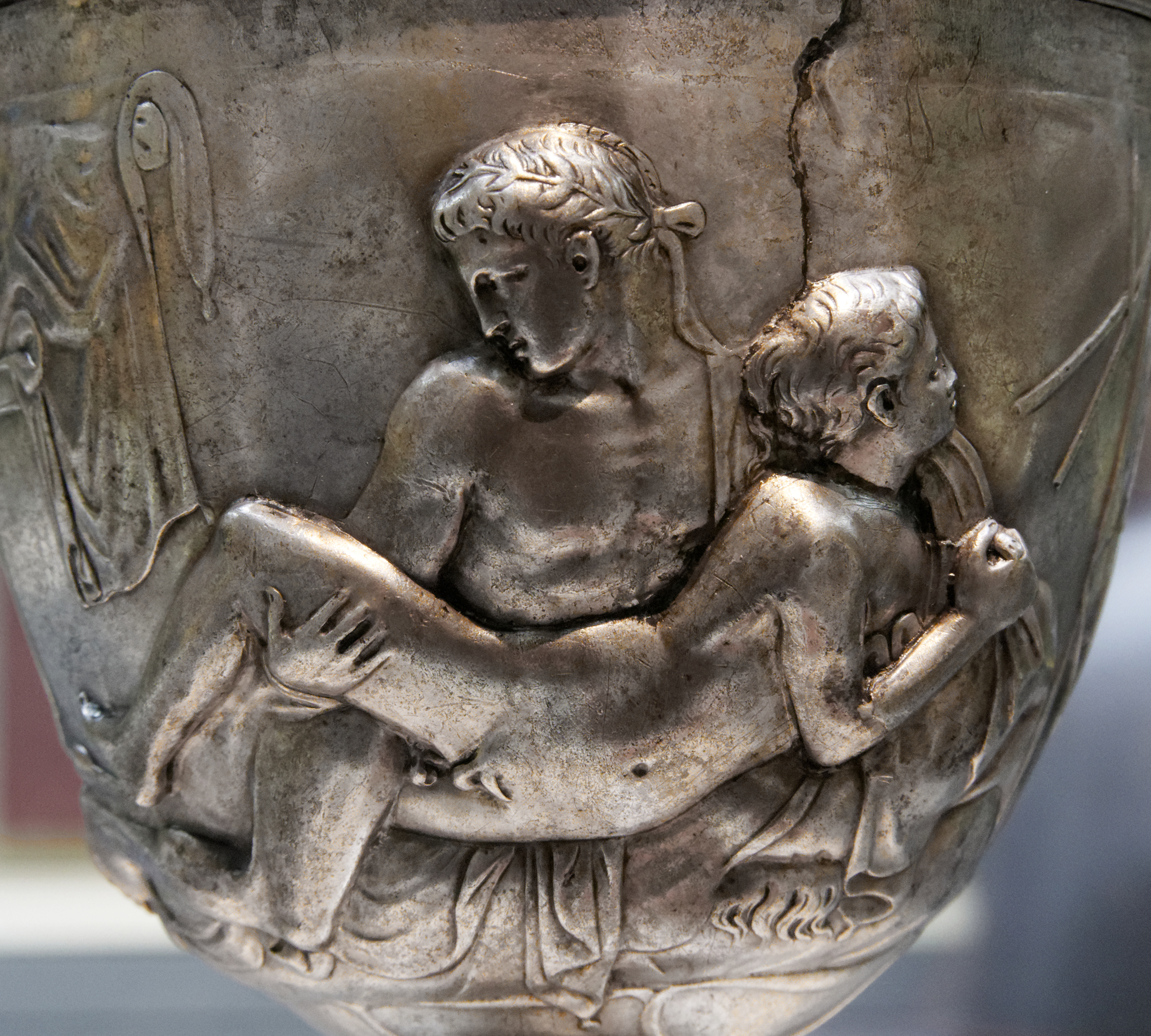
Un giovane imberbe copula con un ragazzino, altro particolare della coppa Warren

Alla morte di Warren nel 1928, la coppa divenne parte dell'eredità di Asa Thomas, il segretario di Warren e suo occasionale socio in affari. Nel 1929 venne catalogata nella lista degli oggetti all'asta relativa al contenuto della Lewes House, ma rimase invenduta e restò nascosta in soffitta a casa di Thomas. Venne successivamente ripulita e nuovamente fotografata nel 1931.
Nel novembre 1952, Harold W. Parsons, storico dell'arte e amico di Warren, si diede da fare per vendere la coppa al collezionista newyorchese Walter Baker, tuttavia Baker era dubbioso circa il concludere l'affare. Nel febbraio 1953 Baker si decise ma la dogana bloccò il pacco alla frontiera, richiedendo l'autorizzazione da parte del governo di Washington per ammettere nel Paese un oggetto classificato come pornografico, e nell'ottobre 1954, tardando la risposta, l'oggetto venne rispedito in Gran Bretagna, e nel frattempo Thomas morì. A causa dei passati problemi doganali, svariati musei rifiutarono di acquistare la coppa "scandalosa". La vedova di Thomas vendette la coppa a John K. Hewett. Hewett la offrì a Denys Haynes, direttore del dipartimento greco-romano del British Museum, il quale chiese l'opinione dell'amico Lord Crawford, uno dei finanziatori del museo, che diede parere negativo circa l'acquisizione del reperto.
Nel 1966 la coppa venne messa in vendita per 6.000 sterline e comprata da un collezionista straniero.
Nel 1998 la coppa venne rimossa dal Metropolitan Museum of Art, dove era esposta da anni, e venduta ad un collezionista privato inglese. Quindi la coppa venne infine acquisita dal British Museum, nel 1999, per circa 1,8 milioni di sterline, grazie ai fondi elargiti dalle fondazioni Heritage Lottery Fund, National Art Collections Fund e The British Museum Friends. Si trattò, all'epoca, dell'acquisto più costoso per un singolo oggetto mai fatto dal British Museum.

## Datazione

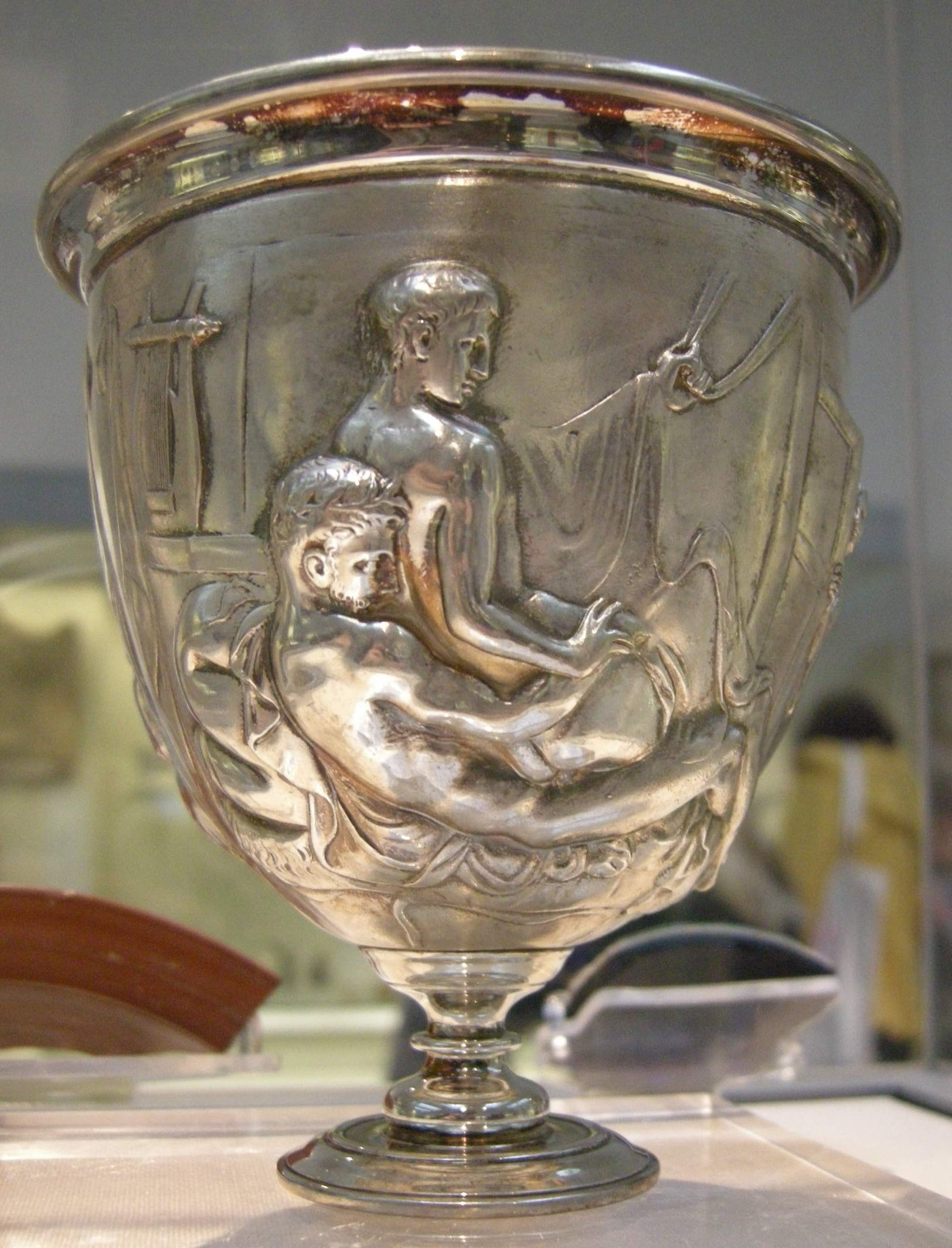
La coppa dopo un recente restauro

John Clarke, professore di storia dell'arte alla University of Texas at Austin, ha datato la coppa approssimativamente all'età di quella di simili reperti rinvenuti a Pompei, a causa della mancanza di ricerche più approfondite.
Dyfri Williams, per anni direttore del dipartimento greco-romano del British Museum, ha fatto risalire la coppa tra il 5 e il 15 d.C. Williams identificò diversi fattori a supporto della sua tesi. L'argento del quale è fatta la coppa è puro al 95%, dato coerente con altri reperti romani conosciuti della stessa epoca. Le crepe presenti nella coppa mostrano tracce di corrosione chimica tipiche dell'età del reperto, rimaste nonostante essa sia stata ripulita due volte nel corso del XX secolo. Lo stile decorativo possiede un parallelismo con molti oggetti del periodo, e le figure di nudi maschili sono simili a quelle presenti su due coppe d'argento facenti parte del tesoro di Hoby, in Danimarca, e scoperto solo un decennio dopo la Coppa Warren.

## False congetture sull'autenticità
In un articolo pubblicato sul "Bollettino d'arte" del Ministero dei beni culturali, la studiosa Maria Teresa Marabini Moevs ha ipotizzato che l'opera sia un falso, prodotto in Italia all'inizio del Novecento per compiacere i gusti dell'acquirente.
Similmente, Luca Giuliani, professore di archeologia classica alla Humboldt-Universität zu Berlin, giunse alla conclusione che la coppa fosse un falso del ventesimo secolo, sulle basi della sua unicità e delle incongruenze riscontrate nell'iconografia. Nel corso di un seminario tenutosi al King's College il 12 marzo 2014, furono presentati degli argomenti contrari all'ipotesi del falso da parte di Dyfri Williams, e Giuliani concesse che, se il British Museum fosse stato in grado di produrre delle prove evidenti della presenza sulla coppa di tracce di corrosione dovute al cloruro d'argento, ciò sarebbe stato un argomento decisivo nell'affermazione dell'autenticità del reperto. A seguito degli esami successivamente condotti, è stato possibile arrivare alla conclusione che la coppa è autentica.